# Moon (film)
Moon è un film del 2009 diretto da Duncan Jones.
Pellicola di fantascienza, con protagonista Sam Rockwell, presentata in anteprima assoluta al Sundance Film Festival nel gennaio 2009. La Sony Pictures Classics ha distribuito il film negli Stati Uniti e in Canada a partire dal 12 giugno 2009. In Italia è stato presentato in anteprima al Trieste Science+Fiction Festival il 29 novembre 2009 ed è stato distribuito nelle sale cinematografiche dal 4 dicembre 2009.

## Trama
Sam Bell è prossimo alla conclusione di un contratto di lavoro della durata di tre anni come unico residente della base mineraria lunare Sarang della Lunar Industries. Il suo compito è sovrintendere al funzionamento degli estrattori automatici, che estraggono elio-3 dalla superficie lunare, recuperare il carico quando questi raggiungono la quota prestabilita ed inviarlo sulla Terra, dove è utilizzato quale principale fonte energetica. Problemi cronici nelle comunicazioni limitano Sam a scambiare solo occasionali messaggi registrati con la sua famiglia, composta da sua moglie Tess e da sua figlia Eve, nata dopo la partenza di Sam per la Luna. La sua unica compagnia nella base è costituita da un'intelligenza artificiale di nome GERTY, che gestisce le automazioni della base stessa.
A due settimane dalla data prevista per il suo ritorno sulla Terra, Sam inizia ad avere allucinazioni e a soffrire di forti mal di testa. La perdita di lucidità lo porta a compiere un grosso errore durante una missione di recupero all'esterno della base: ferito all'interno del veicolo che ha guidato fino ad uno degli estrattori, perde coscienza dopo essere riuscito ad indossare il casco, mentre l'aria lentamente fuoriesce dall'abitacolo danneggiato.
Sam si sveglia nell'infermeria della base, con una lieve amnesia; si accorge però in poco tempo che vi è qualcosa di strano: ascolta per caso una comunicazione in tempo reale tra GERTY e la sede della compagnia sulla Terra, nel corso della quale GERTY riceve istruzioni perché a Sam sia impedito di uscire dalla base fino all'arrivo di una squadra di soccorso denominata "Eliza". Tramite un trucco (finge un danno allo scudo della stazione), Sam riesce ad uscire e si dirige verso l'estrattore danneggiato nel corso dell'incidente: qui trova un altro se stesso ferito e privo di coscienza.
Dopo averlo riportato alla base e sottoposto a cure mediche, anche l'altro Sam si risveglia. Quest'ultimo, frastornato, cerca di capire se la persona a lui identica sia reale o una nuova allucinazione. Ben presto, però, si rende conto di quanto l'altro se stesso sia reale ed entrambi iniziano a domandarsi chi sia il clone dell'altro. Entrambi iniziano quindi una ricerca che li porterà a scoprire che i ricordi della loro vita precedente non appartengono loro, ma al Sam Bell originale e che sono stati solo successivamente innestati nella loro mente. Scoprono infatti una sala segreta con centinaia di cloni di Sam ibernati, intuendo che la Lunar Industries li utilizzi disumanamente per risparmiare evitando le spese dell'addestramento di nuovi astronauti.
Scopriranno anche che le comunicazioni in diretta sono impedite grazie a delle antenne limitrofe alla base che emettono un forte disturbo. Il Sam più anziano, uscendo dal raggio dei disturbatori, riesce a contattare quella che ritiene essere casa sua sulla Terra e scopre che Tess è ormai morta e che la figlia che credeva bambina ha ormai 15 anni; mentre riaggancia inoltre sente la voce del Sam Bell originale che è a casa. Mentre le sue condizioni di salute continuano a peggiorare, scopre, grazie all'aiuto di GERTY, che i cloni precedenti venivano inceneriti al termine dei tre anni del contratto con quella che essi credevano sarebbe stata la capsula che li avrebbe ricondotti sulla Terra. Nelle registrazioni, essi manifestavano gli stessi disturbi accusati da Sam, il quale comprende che anche la sua vita è comunque prossima al termine, per via delle radiazioni solari assorbite nel corso dei tre anni o per una sorta di obsolescenza programmata.
I due Sam sono ormai consci che saranno uccisi se la squadra di soccorso dovesse trovarli entrambi svegli. Il Sam più giovane allora elabora un piano: risveglia un terzo clone (che non viene avvertito della situazione) e, su suggerimento di GERTY, riavvia il suo sistema operativo per cancellare dalla sua memoria le registrazioni dei giorni precedenti; inizialmente il piano prevede che il vecchio Sam faccia ritorno sulla Terra con la navetta utilizzata per il trasporto dell'elio-3, che il secondo Sam accolga la squadra di soccorso quale occupante della base e che il terzo clone sia ucciso perché non si noti l'assenza del corpo del vecchio Sam nell'abitacolo del mezzo incidentato. Tuttavia, il vecchio Sam si oppone all'assassinio del clone e, ormai morente, chiede al suo secondo clone di riportarlo sul veicolo perché non si scopra quanto accaduto. Così è il secondo Sam a tornare sulla Terra, mentre il terzo clone, ignaro di quanto accaduto, è lasciato a dirigere la base. Prima di partire, inoltre, imposta uno degli estrattori per dirigersi sulle coordinate di una delle antenne che disturbano le comunicazioni, abbattendola nello scontro, permettendo così che le comunicazioni in diretta tra la base lunare e la Terra vengano ripristinate.
Il film termina con l'audio di notiziari in varie lingue, grazie al quale si comprende che l'operato della compagnia, reso noto dal Sam giunto sulla Terra, è sotto inchiesta.

## Produzione
Moon è il primo lungometraggio diretto dal regista pubblicitario Duncan Jones noto anche come Zowie Bowie o Joey Bowie (figlio del celebre cantante David Bowie), autore del soggetto e co-sceneggiatore assieme a Nathan Parker. Il film, che è stato scritto appositamente per l'attore Sam Rockwell, rende omaggio ai film di fantascienza amati da Jones in gioventù, come 2002: la seconda odissea (1972), Alien (1979) e Atmosfera zero (1981), con l'intento di ricreare le atmosfere dei film fantascientifici degli anni settanta e ottanta.
Il film è stato realizzato con un budget limitato (5 milioni di dollari), cercando di ridurre al minimo i costi di produzione, riducendo al minimo il cast, sostanzialmente composto da un solo attore ed effettuando le riprese principalmente in studio. Le riprese hanno avuto luogo negli Shepperton Studios, nel Regno Unito, per la durata di 33 giorni tra febbraio e marzo del 2008.
Per ricreare le atmosfere lunari, Jones si è ispirato alle immagini della missione spaziale giapponese SELENE e al libro fotografico Full Moon di Michael Light, riproducendo immagini dai colori ovattati simili al bianco e nero. Jones ha preferito utilizzare modellini piuttosto che affidarsi all'animazione digitale e si è affiancato specialisti che avevano già lavorato per 2002: la seconda odissea. Sono stati inoltre assunti una serie di designer, già attivi nel team di Alien, per la progettazione del rover lunare usato nel film. Infine gli effetti visivi sono stati curati dalla londinese Cinesite, specializzata nella creazione di effetti speciali per film indipendenti.

## Riconoscimenti
- 2009 – National Board of Review Awards
  - Miglior regista esordiente
- 2009 – British Independent Film Awards
  - Miglior film
- 2009 – Seattle International Film Festival
  - Miglior attore a Sam Rockwell
- 2010 – Festival internazionale del film fantastico di Gérardmer
  - Premio della giuria e premio della critica
- 2009 – Méliès d'argento

## Curiosità
- Il regista italiano Patrick Rizzi ha accusato Duncan Jones di aver copiato il suo film Eutamnesia, col quale Moon avrebbe - a suo dire - diversi elementi narrativi in comune.[6][7][8]
- La canzone The One and Only, che Sam usa come sveglia, viene utilizzata anche in Source Code, sempre diretto da Duncan Jones.[9]
- Nel film Mute, che Jones ha realizzato come seguito spirituale di Moon, viene mostrato in televisione un tribunale pieno di cloni di Sam che presentano il loro caso.[10]